# Gwardia Ludowa WRN
Gwardia Ludowa WRN (oversættelse: Folkets hær af WRN) var en del af den polske modstandsbevægelse under 2. verdenskrig, organisationen blev dannet i 1939 af Polens Socialist Parti, organisationen talte i 1944 omkring 42.000 personer og blev ved den sovjetiske befrielse af Polen fra nazismen nedlagt tidligt i 1945.